# 1315년 대기근

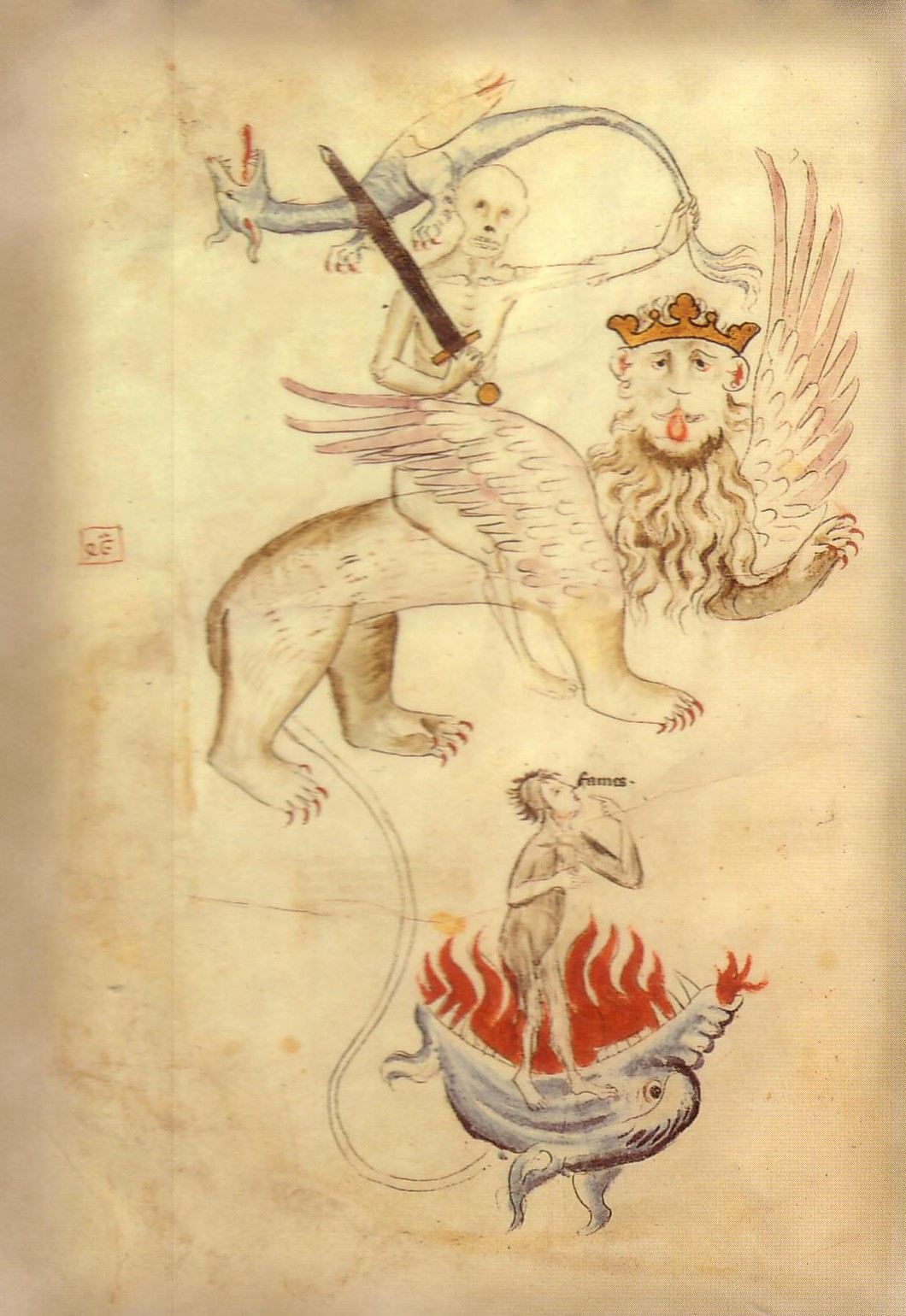
1315년 대기근 당시 에어푸르트에서 조명받은 비블리아 파우페룸(Biblia Pauperum)의 묵시록의 그림. 죽음이 불꽃 덩어리(지옥)으로 끝나는 만티코어의 긴 꼬리 끝에 앉아 있다. 만티코어의 입은 기근으로 인한 배고픔을 표현한다.

1315년 대기근은 14세기 초 유럽 일부 지역을 강타한 일련의 대규모 위기 중 첫 번째로 발생된 기근이다. 동쪽으로는 폴란드, 남쪽으로는 알프스까지 영향을 미친 이 대기근은, 오랜 기간에 걸쳐 많은 사람들을 죽게 만들었으며, 11세기부터 13세기까지 이어지는 유럽의 성장과 번영의 시대의 확실한 종말을 알렸다.
대기근은 1315년 봄의 악천후로 인해 발생되었다. 농작물 수확 실패는 1316년에 이어 1317년 여름 수확에까지 영향을 미쳤으며, 유럽의 농업은 1322년까지 완전히 회복되지 못했다. 농작물 수확 실패만이 대기근의 유일한 원인이 아니었다. 머레인(Murrain)이라고 불렸던 질병으로 인해 양과 소의 숫자가 80%가 감소했으며, 이 기간에는 범죄, 질병, 집단 죽음은 물론 식인 풍습과 영아 살해까지 빈번하게 발생했다. 대기근은 교회, 국가, 유럽 사회와 흑사병의 발생과 같은 14세기에 뒤따를 여러 위기들에 영향을 미쳤다.

### 추가 문헌
- Aberth, John From the Brink of the Apocalypse: Confronting Famine, Plague, War and Death in the Later Middle Ages, 2000, ISBN 978-0-415-92715-4 – Chapter 1, dealing with the Great Famine, is available online.
- Bridbury, A. R. (1977). “Before the Black Death”. 《The Economic History Review》 30 (3): 393–410. doi:10.2307/2594875. JSTOR 2594875.
- Campbell, Bruce M. S. (1991). 《Before the Black Death》. Manchester, England: Manchester University Press. ISBN 978-0-7190-3927-0.
- Jordan, William C. (1996). 《The Great Famine: Northern Europe in the Early Fourteenth Century》. Princeton University Press. ISBN 978-0-691-05891-7. (The first book on the subject, it is the most comprehensive treatment.)
- Davidson, Amy (2016년 1월 11일). “The Next Great Famine”. 《The New Yorker》.
- Kershaw, Ian, "The Great Famine and Agrarian Crisis in England 1315–1322", Past & Present, 59, pp. 3–50 (May 1973). Available online from JSTOR. Second most widely cited article.
- Lucas, Henry S. "The great European Famine of 1315–7", Speculum, Vol. 5, No. 4. (Oct., 1930), pp. 343–377. Available online from JSTOR. The first (in English) and most widely cited article on the Great Famine.
- Rosen, William (2014). 《The Third Horseman: Climate Change and the Great Famine of the 14th Century》. New York: Viking. ISBN 978-0-670-02589-3. (general audience)